# Omphalocarpum ogouense
Omphalocarpum ogouense là một loài thực vật có hoa trong họ Hồng xiêm. Loài này được Pierre ex Engl. mô tả khoa học đầu tiên năm 1904.